# جلان كلارك
جلان كلارك هو سياسي كندي، ولد في 22 نوفمبر 1957 في كندا. حزبياً، نشط في الحزب الديمقراطي الجديد في كولومبيا البريطانية ‏. وقد انتخب عضو الجمعية التشريعية لكولومبيا البريطانية ‏ عن دائرة Vancouver-Renfrew ‏ (22 أكتوبر 1986 – 16 مايو 2001) وانتخب Premier of British Columbia ‏ (22 فبراير 1996 – 25 أغسطس 1999).